# Caltov
Caltov (německy Zaltau) je zaniklá vesnice v okrese Tachov. Nachází se v údolí Kosího potoka na jihovýchodním svahu vrchu Klunka asi pět kilometrů východně od Plané v nadmořské výšce 486 metrů. Zanikla po druhé světové válce po odsunu jejího německého obyvatelstva. Dochovalo se z ní pouze jedno stavení a kaplička.

## Historie
Na místě vsi stávala ve středověku stejnojmenná tvrz, poprvé připomínaná v berním rejstříku Plzeňského kraje roku 1379. Z tvrze pocházel rod vladyků z Caltova, jehož nejvýznamnějším příslušníkem byl Jan Calta z Kamenné Hory. V roce 1517 byla připojena k panství Planá. Za třicetileté války byla zpustošena a její materiál využit při stavbě vsi, její nepatrné pozůstatky se však uvádí ještě v roce 1926.
Ves byla založena krátce po konci třicetileté války, poprvé je uváděna v berní rule roku 1654. Základem vsi byl hospodářský dvůr a několik přilehlých chalupnických stavení. V roce 1838 bylo ve vsi, tehdy součásti obce Kříženec, uváděno jedenáct dřevěných domů s 66 obyvateli, v roce 1921 jedenáct domů a 61 obyvatel, všichni německé národnosti.